# Shield Row
Shield Row – wieś w Anglii, w hrabstwie Durham. Leży 15 km na północny zachód od miasta Durham i 389 km na północ od Londynu.